# Batalla de Aschaffenburg (1866)
La batalla de Aschaffenburg, también llamada las escaramuzas cerca de Aschaffenburg, fue una batalla de la guerra austro-prusiana el 14 de julio de 1866 entre los ejércitos opuestos de Prusia por un lado y parte del VIII Cuerpo del Ejército Federal Alemán por el otro lado, que consistía primordialmente de soldados del Imperio austríaco, Hesse-Darmstadt y Hesse-Kassel.

## Historia
Los prusianos a las órdenes del General August Karl von Goeben avanzaron sobre el Spessart el 14 de julio de 1866, donde habían estado involucrados en una batalla contra tropas de Hesse-Darmstadt cerca de Laufach el día anterior. Para defender Aschaffenburg, las tropas federales habían tomado posiciones a lo largo de la línea del ferrocarril y en la faisanería al este de la ciudad. La mayoría de las tropas federales eran tropas austríacas del General Mayor de Brigada von Hahn bajo el mando del comandante de división Teniente Mariscal de Campo Erwin von Neipperg, así como algunos contingentes restantes de Hesse. Después de un fuerte fuego de artillería mutuo, los prusianos atacaron vía la faisanería. Las tropas austríacas finalmente tuvieron que retirarse a la ciudad a través de campo abierto, sufriendo grandes pérdidas por el rápido fuego prusiano. Finalmente los prusianos asaltaron el Herstalltor y penetraron en la ciudad, que conquistaron en fieros combates callejeros. Las tropas federales tuvieron que trasladarse al oeste a través del Meno. Solo un puente en la ciudad estuvo disponible para ellos, ya que el puente ferroviario en Stockstadt había sido ocupado por los prusianos. Sin embargo, un destacamento prusiano a las órdenes del General Ferdinand von Kummer rápidamente alcanzó el puente antes de que la ciudad fuera completamente conquistada y cortó la retirada de las tropas federales que quedaban en la ciudad.
Al día siguiente, los prusianos ocuparon la ciudad de Frankfurt am Main el 16 de julio.
En el área al este de los límites de la ciudad, donde tuvieron lugar una gran parte de los combates en ese tiempo, un memorial austríaco está en pie para conmemorar a aquellos que cayeron en ese momento.

## Testigos oculares
Según un informe en el Allgemeine Zeitung de Wurzburgo, los prusianos en Aschaffenburg, donde también desarmaron al Landwehr después de la lucha, "destruyeron el escudo de armas bávaro y plantaron su águila con la inscripción: 'Oficina de Correos Real Prusiana' en la oficina de correos y del ferrocarril."
El Coronel Keller informa desde Babenhausen (15 km al oeste de Aschaffenburg) sobre la condición de los soldados austríacos que provenían de la batalla cerca de Aschaffenburg: "sin armamento ni equipo. Un oficial austríaco le dijo que los soldados, 'los italianos', habían actuado muy mal. A veces las fuerzas armadas tuvieron que actuar para llevarlos al frente." Los italianos eran miembros del regimiento de Wernhardt que defendía la faisanería. Eran reclutas inexpertos de la provincia de Treviso en el entonces Véneto austríaco. Los informes prusianos afirman de que ellos "habían luchado valientemente en el principio de la batalla, pero que no habían hecho esfuerzo especial para abrirse paso a través del desfavorable viraje de la batalla y en muchos casos solo ofrecieron poca resistencia a ser capturados."

## Historia regimental

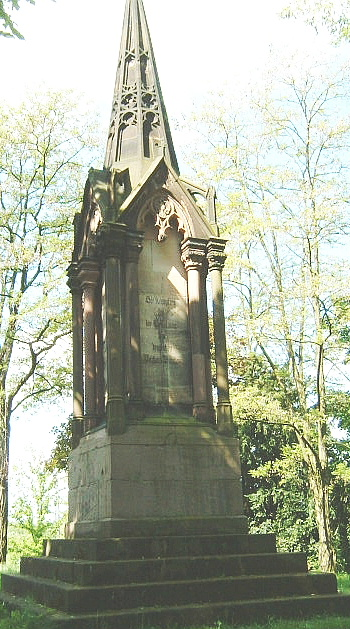
El monumento austríaco en la colonia austríaca en Aschaffenburg, conmemora a los austríacos que cayeron aquí.

En la historia regimental del regimiento de húsares "Landgrave Friedrich II. von Hessen-Homburg" (2.º de Hesse-Kassel) N.º 14, se reporta sobre las batallas cerca de Aschaffenburg después de que la 4.ª división de campo hubiera sido derrotada y se retiraran por el Meno, los húsares debieron tomar la retaguardia. Intentaron parar el avance prusiano mediante ataques y combates de infantería. Ahora que el resto de la 4.ª División de Campo había cruzado el puente sobre el Meno, los húsares también empezaron a retirarse. Sin embargo, los regimientos de infantería prusianos n.º 13 y 55 ya habían alcanzado el puente sobre el Meno en Aschaffenburg y controlaban este punto estratégico. El Mayor Heusinger von Waldegg, el comandante del regimiento de húsares, utilizó la similitud de los uniformes de húsares de aquellos del regimiento de húsares prusiano n.º 8 en esta situación. Condujo los húsares del Electorado al puente, saludó al general prusiano Ferdinand von Kummer y dejó marchar a sus húsares ante él. Él fue el último en cruzar el puente, y para cuando los prusianos se cercioraron  de que eran húsares enemigos y empezaron a disparar, ya era demasiado tarde.